# راي مور
راي مور (بالإنجليزية: Ray Moore)‏ هو فنان قصص مصورة أمريكي، ولد في 1905 في مونتغمري سيتي في الولايات المتحدة، وتوفي في 13 يناير 1984 في كيركوود في الولايات المتحدة.